# Peter-Cornelius-Konservatorium der Stadt Mainz

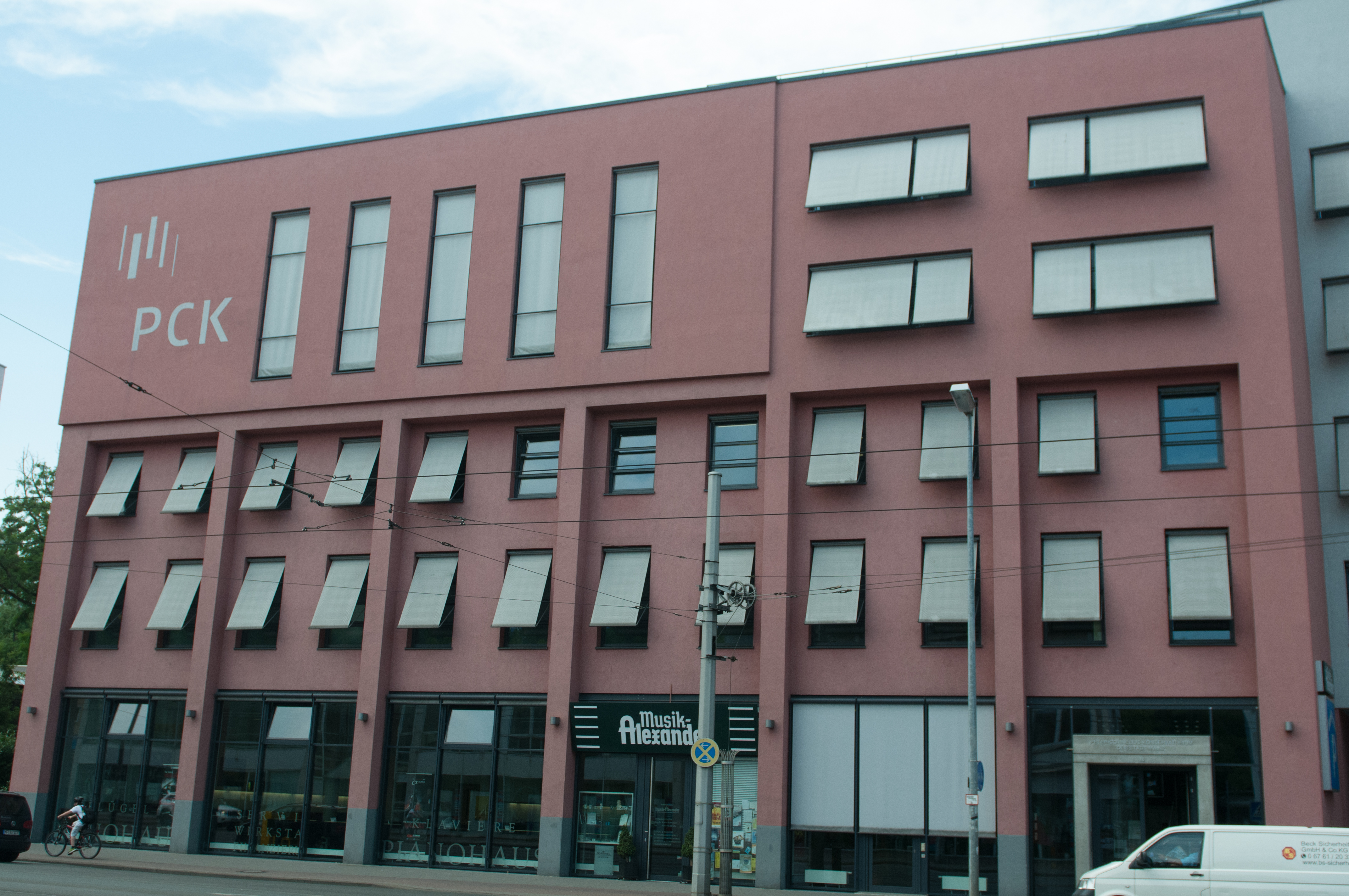
Peter-Cornelius-Konservatorium, 2015

Das Peter-Cornelius-Konservatorium der Stadt Mainz (PCK) ist ein Konservatorium in Mainz, das die musikalische Ausbildung von Laien und Berufsmusikern unter einem Dach vereint. Es ist benannt nach dem Komponisten Peter Cornelius.

## Geschichte

### Anfänge
Um 1882 wurde das erste Mainzer Konservatorium etabliert und trug den Namen seines Gründers: „Paul Schumacher´sches Conservatorium der Musik“. Zunächst in privater Hand, erwarb die Stadt Mainz das Institut und Gebäude 1920 mit dem Ziel, eine städtische Musikhochschule zu schaffen. Als Direktor wurde Hans Rosbaud berufen, und 1922 wurde die „Genehmigung zur Abhaltung staatlich anerkannter Musiklehrerprüfungen“ vom Landesamt für Bildungswesen in Darmstadt erteilt.
Nunmehr wurden Schulmusiker und Privatmusiklehrer in zwei- bis dreijährigen Kursen ausgebildet. Rosbaud legte von Anfang an großen Wert auf die pädagogische Ausbildung, die neben den künstlerischen Fertigkeiten die Qualität der Absolventen begründen sollte. 1929 wurde als Nachfolger Rosbauds Hans Gál zum Direktor der neuen Musikhochschule berufen, die unter seiner Leitung eine Blütezeit erlebte. 1933 wurde der jüdischstämmige Hans Gál durch die Nationalsozialisten seines Amtes enthoben und emigrierte nach England. Danach wurde 1936 die Musikhochschule Frankfurt als „repräsentativ“ für den ganzen Gau erklärt, das Mainzer Institut zurückgestuft und sein Name in „Peter-Cornelius-Konservatorium“ geändert.

### Das PCK in der neuen Landeshauptstadt
Ab 1953 wurde das Peter-Cornelius-Konservatorium von Günter Kehr geleitet. Dieser beschrieb seine Aufgabe vordringlich damit, dass Musikpädagogik für die Menschen die Voraussetzung schaffen müsse, die wirklichen Möglichkeiten der Musik zu verstehen und zu leben. Dies sollte das Ziel seines musikpädagogischen Wirkens in Mainz sein, und er hinterließ 1961 eine „sehr gute Basis“ für seinen Nachfolger Otto Schmitgen, dem das Werk Peter Cornelius’ besonders am Herzen lag. Schmitgen starb schon 1964.
Im Jahr 1966 wurde Volker Hoffmann, Schmitgens Stellvertreter, zum Direktor ernannt, der ebenfalls ganz auf musikalische Bildung und Musikpädagogik setzte. Ein Zitat aus seiner Amtseinführung als Direktor klingt wie die heutige Philosophie des Konservatoriums in älterer Sprache: „Musik führt zur Festigung des Kindes im geistig-seelischen Bereich; Aufgeschlossenheit und Kontaktfreudigkeit, Selbstkontrolle und geistige Disziplin sind nicht nur erstrebenswerte, sondern realisierbare Ziele musikalischer Erziehung, an der immer der ganze Mensch beteiligt ist.“ In den folgenden Jahren wurde die elementare Musikausbildung ständig ausgeweitet und die Ausbildung von Berufsmusikern immer mehr der Berufspraxis angenähert. Seit dem Ausscheiden von Wolfgang Schmidt-Köngernheim im Jahr 1998 leitet Gerhard Scholz das Peter-Cornelius-Konservatorium, das 2008 einen Neubau in der Binger Straße bezog. 
Seitdem wurde die Breitenbildung im PCK immer weiter ausgebaut: Bläserklassen, Klassenchöre, Streicherklassen sowie Elementares Musizieren wurden in Schulen und Seniorenheimen ins Leben gerufen, sodass 2023 mehr als 4500 Schülerinnen und Schüler das PCK besuchten.

## Philosophie
Die Philosophie des Peter-Cornelius-Konservatoriums lautet heute: Künstlerische und musikpädagogische Ausbildung müssen so kombiniert werden, dass kritisch traditionsbewusste und für neue Erkenntnisse offene Lehrerpersönlichkeiten in Mainz ausgebildet werden. Die Entwicklung der künstlerischen Persönlichkeit einerseits und studienintegrierte Unterrichtspraktika andererseits bilden gleichrangige Aspekte des Studiums. Dies hilft der Musikschulausbildung der Mainzer Kinder, Jugendlichen und Erwachsenen ebenso wie all denjenigen Musikschulen, an denen die Mainzer Absolventen der Studienabteilung ihre Anstellung finden. Das Mainzer Konservatorium ist eine der wenigen Musikausbildungsinstitutionen, die eine Ausbildung von Laien und Profis derart miteinander verzahnt.

## Die Musikschulabteilung
Die Musikschule im PCK ist die größte Musikschule des Landes Rheinland-Pfalz. Sie ist nach den Vorgaben des Verbandes deutscher Musikschulen (VdM) voll ausgebaut. Derzeit werden mehr als 4.500 Schülerinnen und Schüler im Alter von 3 Monaten bis über 80 Jahren von fast 140 Lehrkräften unterrichtet, die alle einen musikpädagogischen Abschluss vorweisen können. Das Konzept der Abteilung trägt der Ausbildung zum Laienmusiker ebenso Rechnung, wie der zum späteren Berufsmusiker.
Das Angebot der Musikschule beinhaltet alle Instrumente des klassischen Orchesters, sowie (Jazz-)Klavier, Orgel, Akkordeon, Blockflöten, Saxophon, Gitarre, E-Gitarre, E-Bass, Jazz-Rock-Pop Gesang und Drumset/Percussion. Es wird durch eine fundierte Gesangs- und Chorausbildung, eine Vielzahl von Ensembles und ein breites Angebot an Grundfächern aus dem Elementarbereich ergänzt. Die Teilnahme an einem der Ensembles oder Chöre des PCKs ermöglicht Schülern untereinander in Kontakt zu kommen und gemeinsam zu Musizieren. Bei Klassenvorspielen, diversen Konzerten und einem hausinternen Wettbewerb haben sie Gelegenheit, alleine oder mit anderen zusammen ihr Können zu präsentieren.

## Studienabteilung
Die musikpädagogischen Studiengänge werden ergänzt durch künstlerische Studiengänge, die grundständig oder im Anschluss an einen instrumental- bzw. gesangspädagogischen Abschluss belegt werden können.
Der Gründungsgedanke des Peter-Cornelius-Konservatoriums ist, die musikalische Berufs- und Laienausbildung „unter einem Dach“ zu verbinden, sodass das Studium einen starken Praxisbezug aufweist. Die Studierenden können im Musikschul-Zweig praxisnah lernen, was in der Berufspraxis gebraucht wird, und führen dort mentorierte Unterrichtshospitationen und Lehrversuche durch. Auch die Konzerte werden teils in Zusammenarbeit zwischen Studierenden und Musikschülern veranstaltet. 
Das Hauptfach EMP (Elementare Musikpädagogik) kann am Peter-Cornelius-Konservatorium im Rahmen verschiedener Studiengänge belegt werden.
In der Studienvorbereitenden Ausbildung (SVA) bereiten Lehrkräfte der Studienabteilung Jugendliche auf ein Musikstudium vor.

## Direktoren
- Hans Rosbaud
- Hans Gál
- Lothar Windsperger
- Günter Kehr
- Otto Schmidtgen
- Volker Hoffmann
- Wolfgang Schmidt-Köngernheim
- Gerhard Scholz

## Dozenten
Eine vollständige Liste der Lehrenden findet sich auf der Homepage des PCK.